# PFLAG

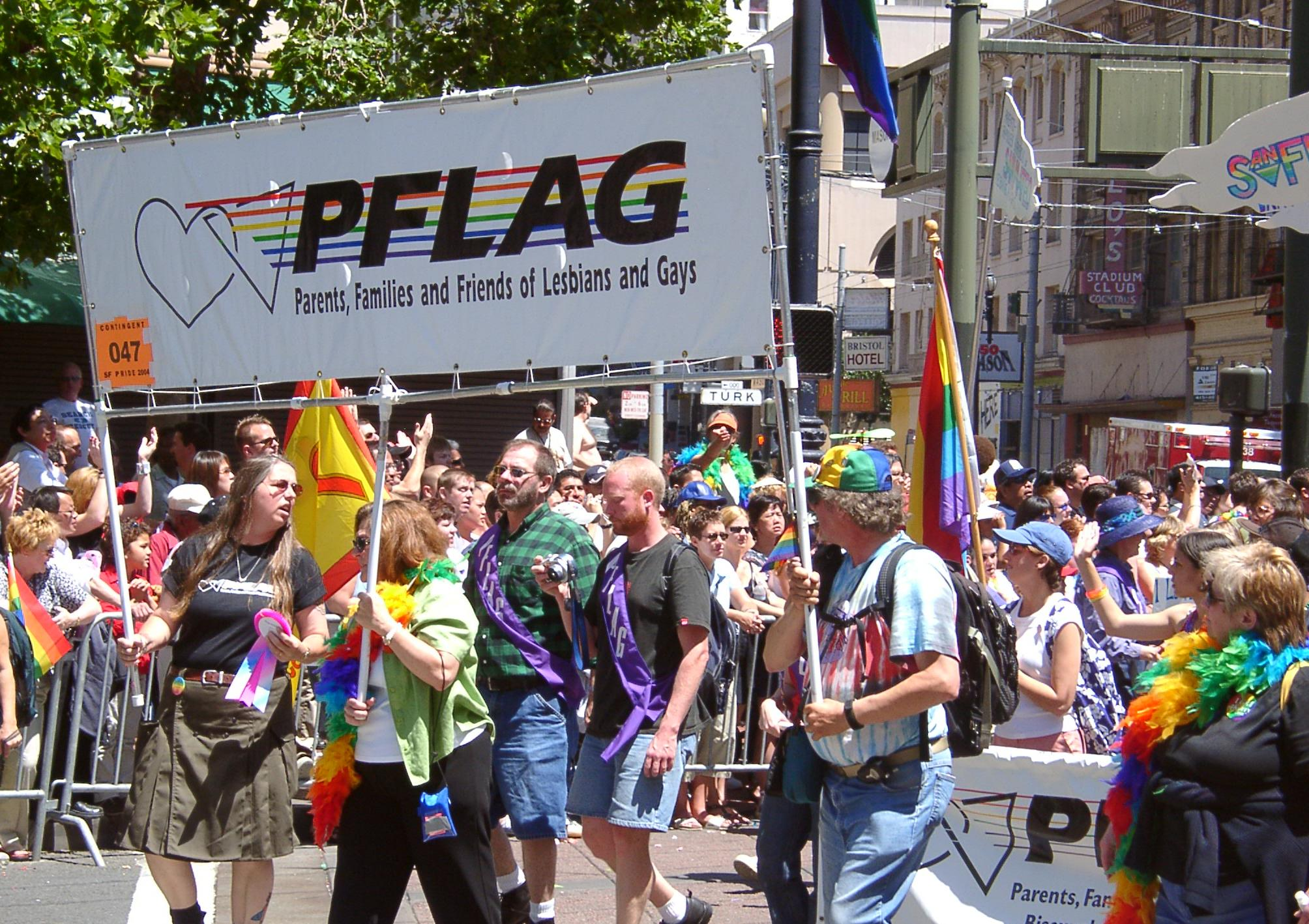
Grupo del PFLAG en el orgullo gay de San Francisco de 2004, tras una pancarta con su logo.

Parents, Families, and Friends of Lesbians and Gays (PFLAG) (en español: Padres, familias y amigos de lesbianas y gays) como su propio nombre indica es una organización de familiares y amigos de lesbianas, gays, bisexuales y transexuales, (LGBT), fundada en 1972 en Nueva York.
De acuerdo con su carta fundacional los objetivios de PFLAG son: "promover la salud y el bienestar de las personas LGBT, sus familias y amigos por medio del apoyo, para enfrentarse a una sociedad adversa; la educación, al público desinformado; y la defensa, para acabar con la discriminación y asegurar la igualdad de derechos civiles." En el 2002 PFLAG acogieron también a los intersexuales y sus familias como miembros de la organización.
PFLAG tiene más de 400 filiales a lo largo de todo Estados Unidos, Puerto Rico y también hay en 11 países más.
Entre los angloparlantes el acrónimo PFLAG suele pronunciarse como P-FLAG [piːflæg].

## Historia
En abril de 1972, Jeanne Manford una maestra de escuela y su marido que estaban en su hogar de Flushing en Queens, se enteraron por una llamada telefónica del hospital que su hijo Morty, un activista gay, había sido golpeado mientras distribuía octavillas en la quincuagésima cena anual del Inner Circle, una reunión política de Nueva York. En respuesta ella escribió una carta de protesta en el New York Post identificándose como la madre de un manifestante gay donde se quejaba de la pasividad de la policía. En las siguientes semanas dio varias entrevisas para la radio y la televisión que aparecieron en varias ciudades, algunas veces acompañada de su marido o su hijo. El 25 de junio, participó con su hijo en la marcha del orgullo portando una pancarta en la que se leía el lema: "Padres de gays: Unios en el apoyo a vuestros hijos". Debido a la entusiasta reacción les surgió la idea de crear una organización de padres de gays y lesbianas que pudiera ser, como dijo posteriormente, «un puente entre la comunidad homosexual y la comunidad heterosexual». Pronto organizaron reuniones dirigidas a estos padres junto con su marido. Ella lo calificó de «una persona muy elocuente... mucho mejor orador que yo. Él estuvo junto a mí en todo».
Con el tiempo el alcance de la organización - inicialmente POG (Parents of Gays, padres de gays), posteriormente P-FLAG, y desde 1993, PFLAG – se amplió para incluir a los bisexuales y finalmente a los transexuales. En particular, en 1998, se incluyó las actividades de género entre las misiones de PFLAG tras una votación de su reunión anual en San Francisco.
PFLAG fue la primera organización LGBT de Estados Unidos que adoptó oficialmente las políticas de inclusión trasgénero entre sus objetivos. En 2002 la red trasgénero de PFLAG, también conocida como TNET, se convirtió en el primer "socio especial" reconocido por PFLAG con algunos privilegios y responsabilides distintas a una filial normal.
PFLAG ha seguido creciendo desde entonces y tiene casi 500 filiales con unos 250.000 miembros principalmente en los Estados Unidos aunque también hay en otros 11 países.

## Campañas
"Permanece cerca" es una campaña iniciada en 2006 por PFLAG que alienta a las familias y amigos de las personas del colectivo LGBT a darles apoyo.
En los años 1990 la campaña "Protege la mente abierta" causó controversia. Pat Robertson amenazó con demandar al PFLAG y a cualquier cadena de televisión que emitiera los anuncios de la campaña, que mostraba citas homófobas y contra los derechos LGBT de varias personas entre las que se encontraba el propio Robertson, Jerry Falwell, y el senador Jesse Helms. Este anuncio puede verse en la página web de Commercial Closet Association.

## Conferencias
La conferencia del PFLAG para el región nordeste tuvo lugar el 27 de octubre de 2006. en el DCU Center de Worcester, Massachusetts. Y se celebró en conjunción con la conferencia anual LGBT Transcending Boundaries Conference (superando límites).
La convención nacional del PFLAG de 2007 se celebró entre el 11 y 17 de octubre en McLean, Virginia, fue patrocinada por IBM. El tema fue "La voz de las familias adelantan la igualdad."

## En la cultura popular
- El PFLAG se menciona en la novela de Chuck Palahniuk, Monstruos invisibles.
- Una reunión del PFLAG se menciona el la película de 1999, But I'm a Cheerleader.
- Una carrera del PFLAG apareció al final del 2000 en el telefilm "The Truth About Jane" (la verdad sobre Jane).
- El personaje Debbie Novotny, interpretado por Sharon Gless, de la serie de televisión Queer as Folk es la presidenta del grupo local de PFLAG de Pittsburgh.
- También se menciona al PFLAG en la película de 1994 Reality Bites.
- PFLAG también apareció en la serie de televisión de la FOX La Guerra en Casa.
- En la serie de televisión de 2006 Cinco hermanos el personaje Nora Walker es miembro del PFLAG.
- La organización es mostrada en la película de 2009 Prayers for Bobby (Plegarias para Bobby) que cuenta cómo Mary Griffith se une a la organización tras la muerte de su hijo.
- El PFLAG se menciona en la novela de Álex Sánchez, Rainbow Boys
- El PFLAG es mencionada en la serie de televisión de la FOX Glee
- También se menciona en la serie de MTV Faking It.